# Busturas
Koordinaten: 55° 55′ 39,2″ N, 23° 18′ 27,6″ O

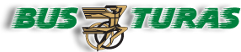
Logo Busturas

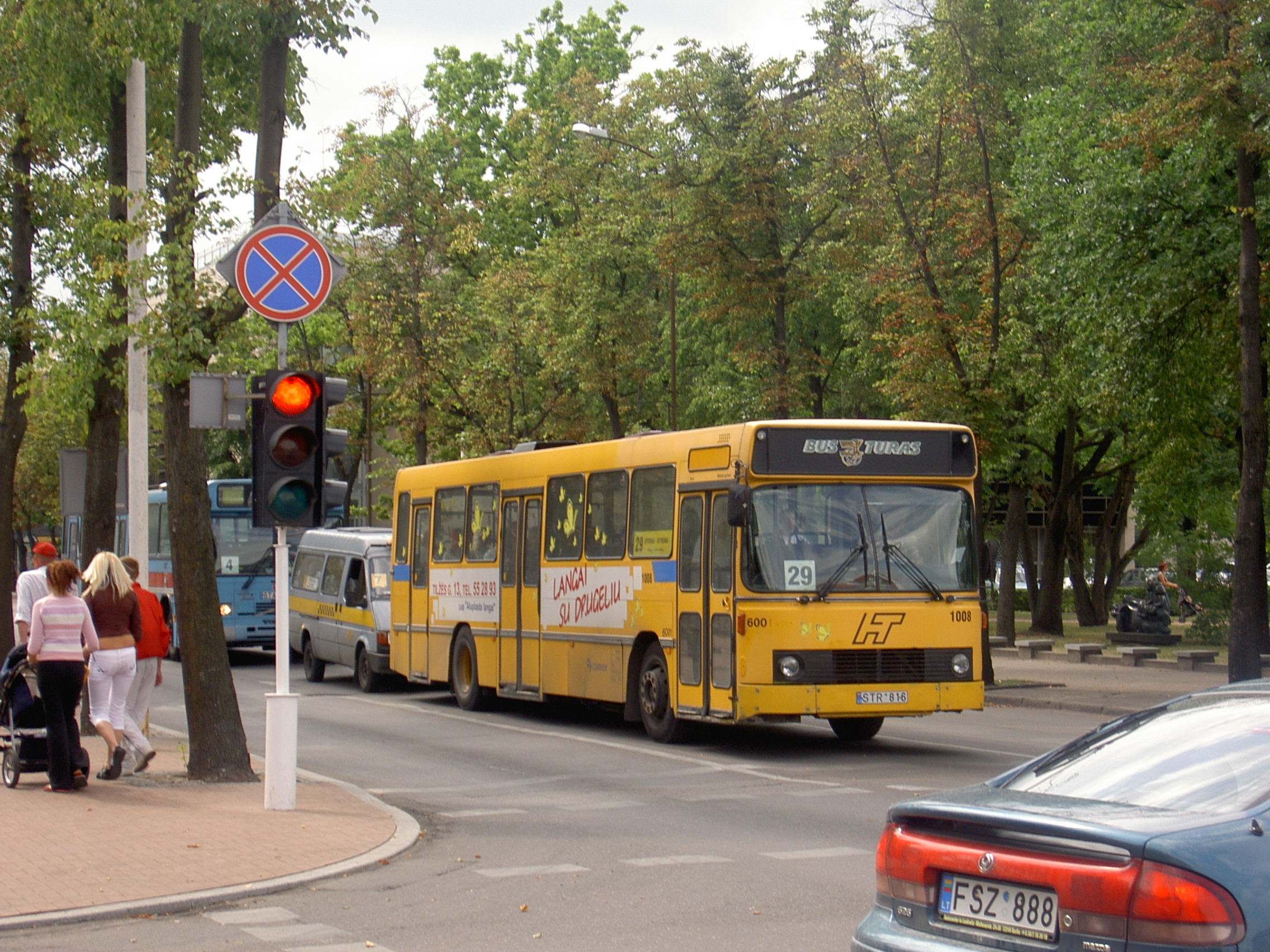
Ein Bus in Šiauliai von Busturas.

Die UAB Busturas ist ein Verkehrsunternehmen aus Šiauliai, die sowohl innerstädtische als auch Fernverbindungen unterhält. Das Unternehmen bedient den öffentlichen Personennahverkehr der Stadt Šiauliai.

## Geschichte
Der erste öffentliche Busverkehr in Šiauliai wurde im Jahr 1940 eingerichtet. Zu dieser Zeit verfügte das Verkehrsunternehmen über 29 Busse. Seit 1991 firmierte das Unternehmen unter dem Namen Šiaulių valstybinis autobusų parkas, bis es 1995 in UAB Šiaulių autobusų parkas umbenannt wurde. Seit 1999 führt es den heutigen Namen UAB Busturas. Das Unternehmen betreibt derzeit 24 Buslinien in Šiauliai, verwaltet den Busbahnhof Šiauliai und beschäftigt rund 400 Mitarbeiter. Jährlich zählt das Unternehmen rund 18 Millionen Fahrgäste. Der Fuhrpark zählt heute etwa 150 Busse.